# Claudia Dietz

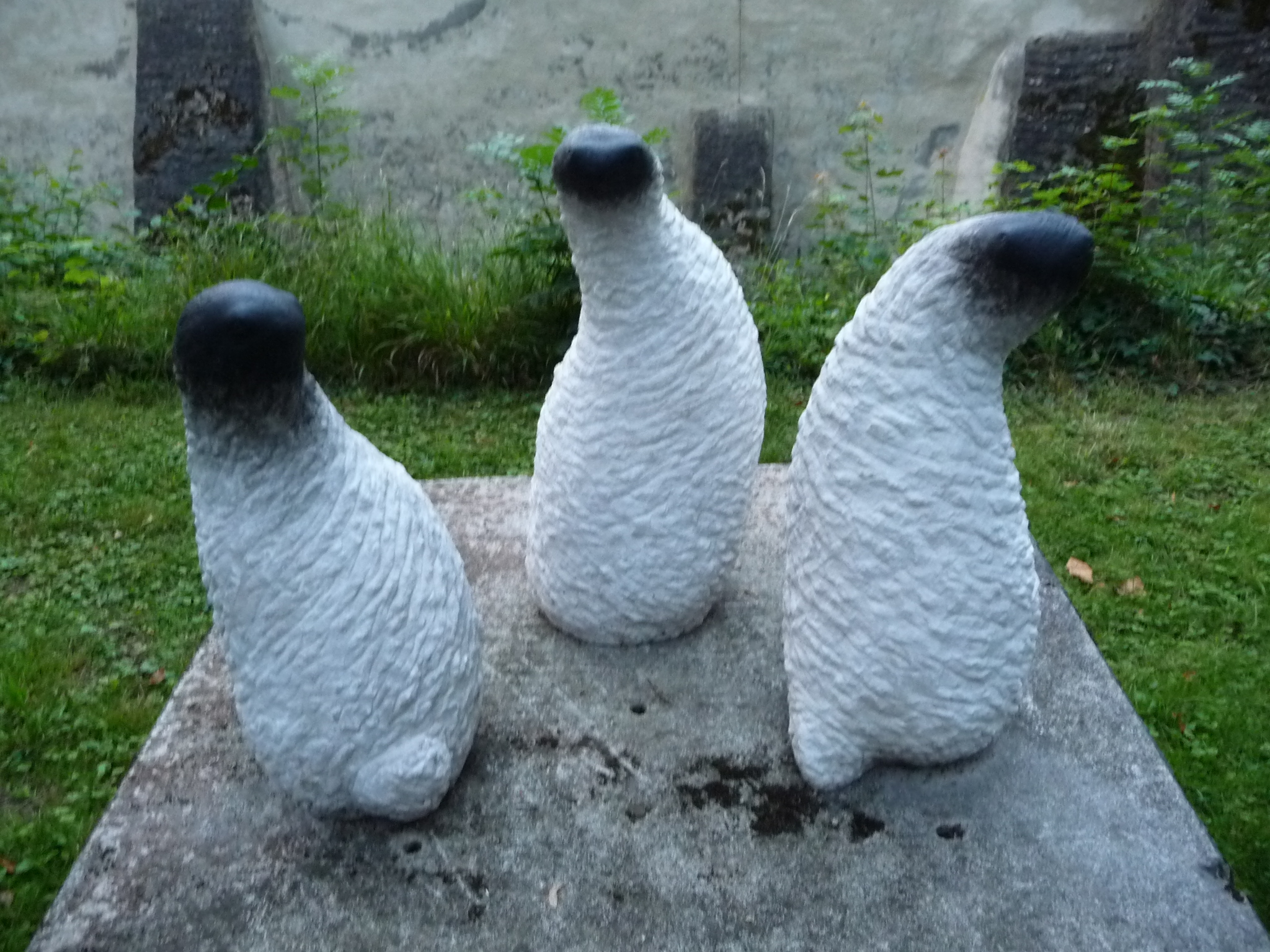
Warteschlange, Jagsthausen, 2014

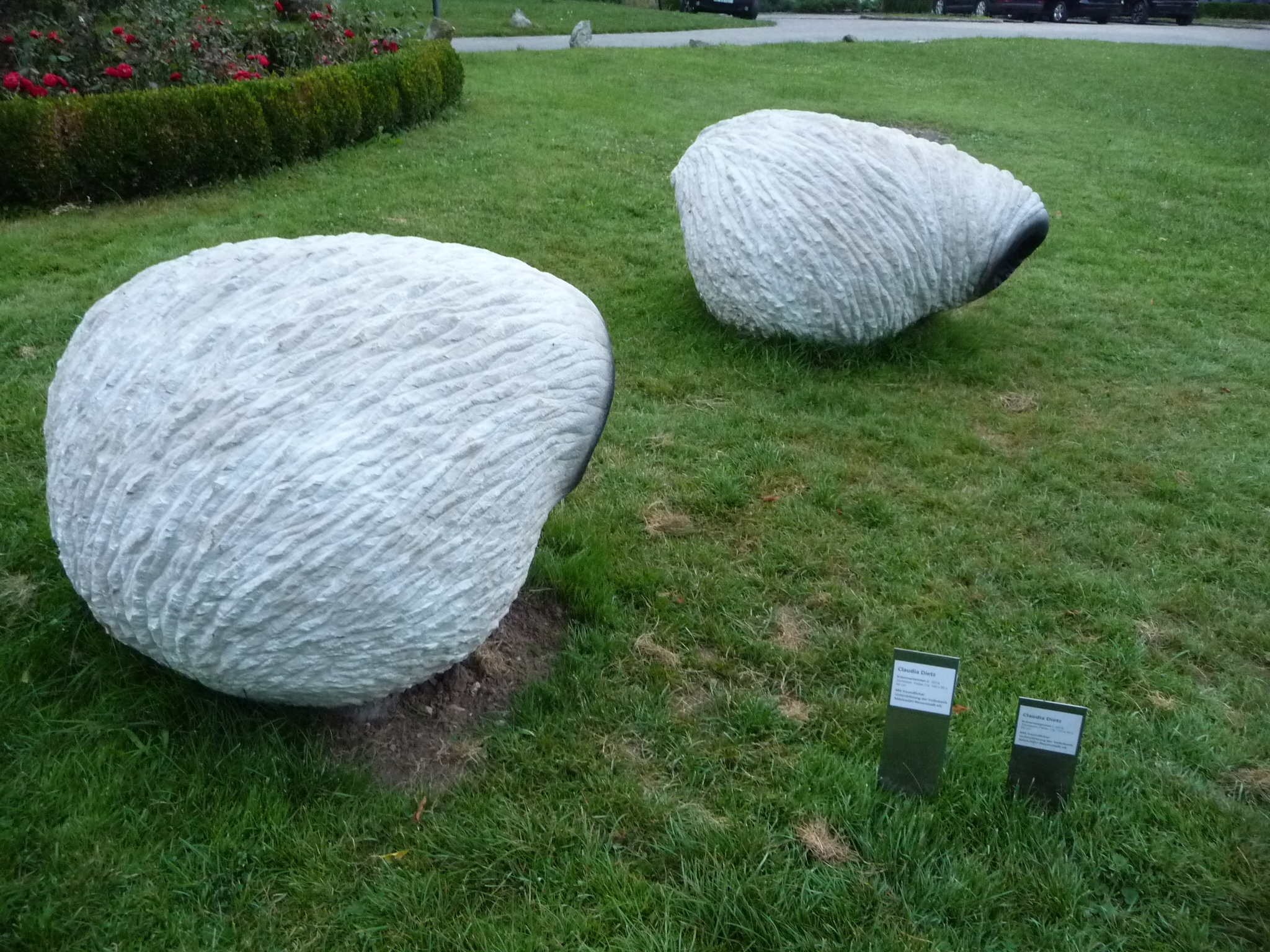
Claudia Dietz, Krümmertierchen, Jagsthausen, 2014

Claudia Dietz (* 1967 in Stuttgart) ist eine deutsche Bildhauerin und Gestalterin.

## Leben und Werk
Claudia Dietz wuchs in Stuttgart auf. Von 1985 bis 1988 absolvierte sie eine Ausbildung zur Steinmetzin. Sie studierte freie Bildhauerei von 1991 bis 1994 an der Stuttgarter Kunstakademie, von 1999 bis 2001 an der Akademie für Gestaltung, Ulm. Seit 2001 ist Dietz freiberuflich als Bildhauerin und Gestalterin tätig und lebt in Eberdingen, Kreis Ludwigsburg.
Als Bildhauerin arbeitet Dietz meist en taille directe, d. h. unmittelbar aus dem Stein heraus. Ihr bevorzugtes Material ist Sandstein, den sie oft farbig fasst.
Seit 2016 bietet sie in ihrem Atelierhaus in Eberdingen ein Artist-in-Residence-Programm an. Bisher waren Künstler u. a. aus Spanien, Island, den USA, England und Deutschland zu Gast.

## Mitgliedschaften
- GEDOK Stuttgart
- Verband Bildender Künstler und Künstlerinnen Württemberg (VBKW)
- Bund freischaffender Bildhauer*innen Baden-Württemberg
- Sculpture Network e.V.

## Symposien (Auswahl)
- 1998: Giovani artisti europei per II Millennio, Symposium Bassano del Grappa, Italien
- 2003: Symposium Mühlacker[5]
- 2013: BfB-Bildhauersymposium Hemmingen
- 2014: Residenz Villa RCA, Affalterbach[6]
- 2015: Bildhauersymposium Nidda, Bad Salzhausen[7]
- 2015: 1. Radolfzeller Bildhauersymposium[8]
- 2015: Bildhauersymposium Neuenbürg[9]
- 2016: Bildhauersymposium Marbach/Neckar[10]
- 2016: Steinmaur, Schweiz[11]
- 2016: Intern. Wollsymposium, El Arreciado, Spanien[12]
- 2018: Digital Stone Project, Italien[13]
- 2019: Steinbildhauersymposium Essingen[14]
- 2021: Eberdinger Skulpturensymposium[15]

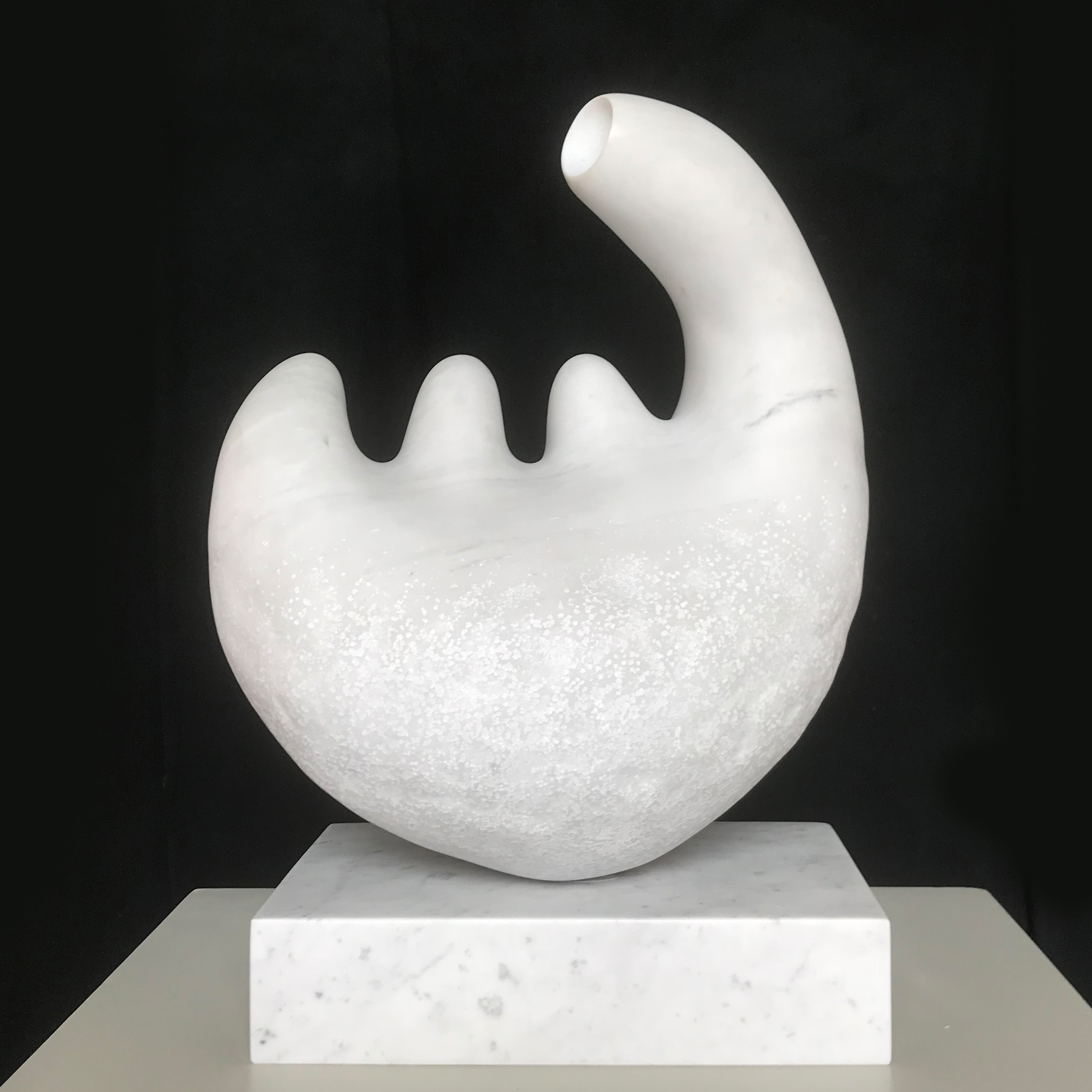
Claudia Dietz. Dotty. Marmor, 2018. Foto: C. Dietz.

## Werke
- 2004: Bandkeramikerdenkmal, Ensingen[16]
- 2012: Hinz, Landratsamt Ludwigsburg
- 2013: Parkwächter, Hemmingen[17]
- 2014: Tatschmi, Affalterbach[18]
- 2014: Les sentinelles de la forêt, Ile Art Malans, Malans, Frankreich
- 2014: Les animaux de la lune, Ile Art Malans, Malans, Frankreich
- 2015: Caspar, David, Friedrich, Skulpturenweg, Pfinztal
- 2015: Räkeltierchen. Bad Salzhausen
- 2015: Martinsdenkmal, Nussdorf[19]
- 2016: little giant woolie, El Arreciado, Spanien
- 2019: Wächter, Essingen
- 2020: Pink Lady, Greensboro, NC, USA

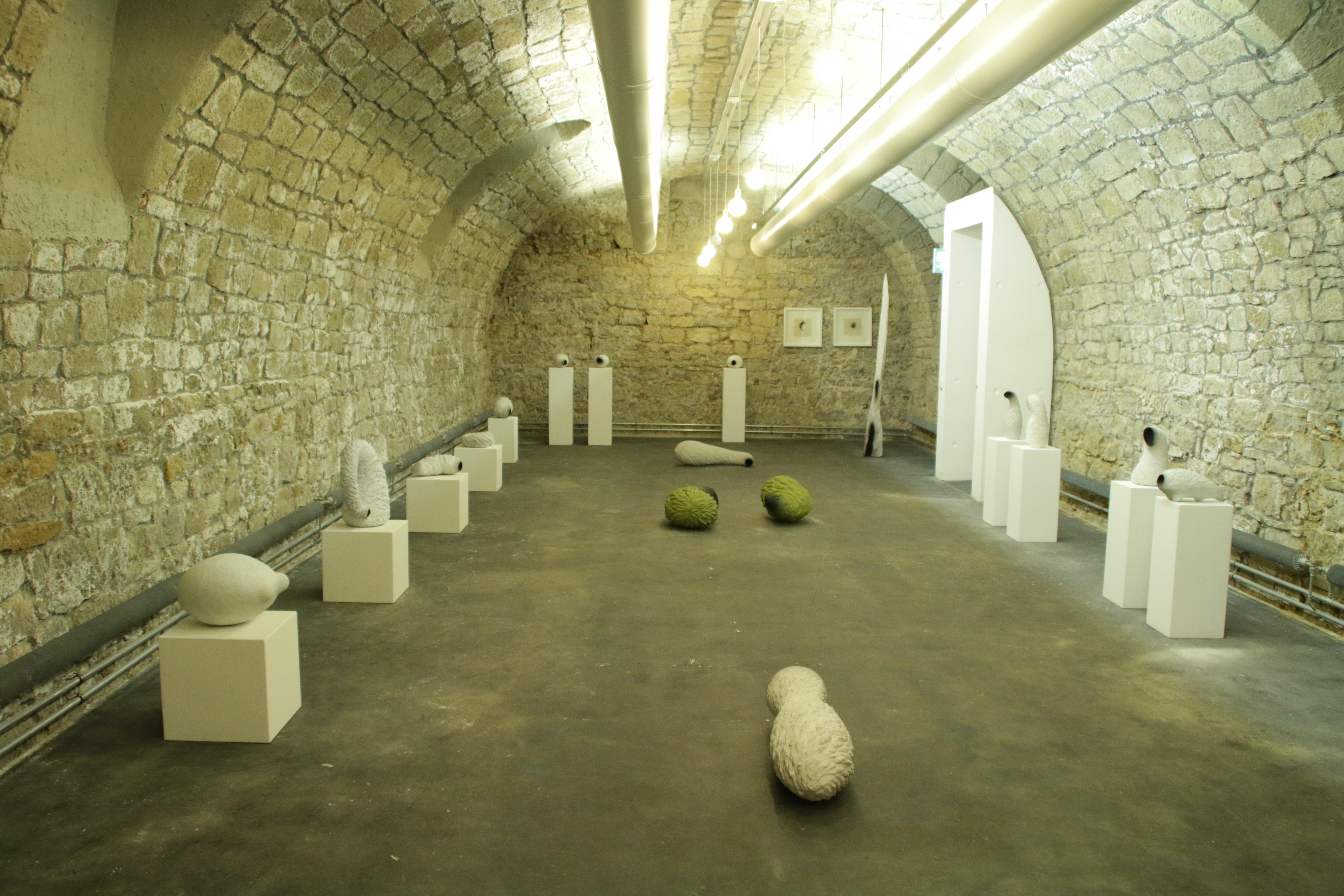
Claudia Dietz. Ausstellungsansicht. Form, MIK Ludwigsburg, 2017. Foto: C. Dietz.

## Ausstellungen (Auswahl)
- 2010: Heimatgefühle, Kunstverein Kőszeg, Ungarn[20]
- 2010: Kunstraum Natur, Moos/Bodensee
- 2011: Form im Raum, Kreishaus, BfB, Ludwigsburg[21]
- 2011: X mal Kunst, Galerie Mahlwerk, Mühlacker
- 2011: Kunst und Floristik, Blühendes Barock, Orangerie, Ludwigsburg[22]
- 2012: Mein Atelier, Stuttgarter Kunstverein e.V., Stuttgart[23]
- 2012: von 99 auf 100, VBKW, Kreishaus, Ludwigsburg[24]
- 2012: wir zeigen´s euch, BfB, Regierungspräsidium, Karlsruhe[25]
- 2013: VBKW-Ausstellung im Blühenden Barock, Ludwigsburg[26]
- 2014: Skulpturen aus Stein und Holz, im Park der Götzenburg und am Roten Schloss, Jagsthausen (E, mit Heike Endemann)[27]
- 2014: Liebes- und Hochzeitsweg, Rechberghausen[28]
- 2014: Galerie Wendelinskapelle, Marbach a.N.[29]
- 2014: nackteform, Regierungspräsidium Karlsruhe[30]
- 2014: Hortus Conclusus, Bürgerhaus Moos[31]
- 2015: Städtische Galerie im Kornhaus, Kirchheim/Teck[32]
- 2015: Hommage à Karlsruhe, Regierungspräsidium Karlsruhe[33]
- 2016: Bund freischaffender Bildhauer Baden-Württemberg, Regierungspräsidium Karlsruhe[34]
- 2016: Taufrisch2, Gedok-Galerie, Stuttgart
- 2016: tierchen und pläsierchen, Galerie in der Zehntscheuer, Möglingen (E, mit Ulla Haug-Rössler)[35]
- 2017: Culture Night, Cill Rialaig, Ballinskelligs, Irland[36]
- 2017: MIK, Kunstverein, Ludwigsburg (E)[37]
- 2017: s2s, North Main Gallery[38], Salem, NY, USA
- 2018: Summe der Teile, Kunstbezirk Galerie im Gustav-Siegle-Haus Stuttgart, Deutschland[39]
- 2019: Familientreffen, Galerie Wendelinskapelle, Marbach am Neckar[40]
- 2019: Lust am Detail, Kreishaus Ludwigsburg[41]
- 2019: Lust am Detail, Regierungspräsidium Karlsruhe[42]
- 2020: Dozentinnen und Dozenten der Kunstschule Filderstadt, Städt. Galerie Filderstadt, Filderstadt
- 2020: #formfollowers. Bund freischaffender Bildhauerinnen und Bildhauer Baden-Württemberg. Graf-Zeppelin-Haus, Friedrichshafen[43]
- 2020: Flurstück 157/1 außer Haus, Hochdorf[44]
- 2021: Distanz und Nähe, Kunstbezirk Stuttgart, Stuttgart[45]
- 2021: Kunstlese Murr, Murr[46]

## Artist in Residence / Stipendien
- 2020: Visting Artist, University of North Carolina, Greensboro, NC, USA
- 2020: Visting Artist, Arizona State University, Phoenix, AZ, USA
- 2018: Artists‘ Exchange, Schloß Salem
- 2018: Erasmus+ Stipendium, Elbigenalp / Tirol, Österreich
- 2017: Artist in Residence, Cill Rialaig, Ballinskelligs, Irland
- 2017: Artists‘ Exchange, Salem Art Works, Salem, New York, USA[47]
- 2015: Artist in Residence, Ile Art Malans, Frankreich

## Jury-Tätigkeiten
- 2015: Kunstwettbewerb, Rechberghausen[48]